# 金井清一
金井 清一（かない せいいち、1940年7月24日 - 2022年11月30日）は、新潟県東頸城郡牧村（現上越市）出身のプロゴルファー。元ダイワ精工所属。技術ルーツは我孫子流で、我孫子一門の選手とは因縁や付き合いが深く、青木功・鷹巣南雄・新井規矩雄・海老原清治らとは旧知の間柄である。

## 来歴

### プロ入り前
実家は米作農家であったが、米の飯が全然食えなかった。米を隠していても兵隊が来て全部持っていかれたため、幼少期はサツマイモばかり食べていた。豪雪地帯に生まれたため、冬は子供ながら、2階の窓から出て屋根の雪落としも手伝った。
そんな環境下でスクスクとやんちゃに育ち、同学年の中では何でも1番になりたかったが、走っても、相撲を取っても3番目であった。勉強は本人曰く「対象外」であったが、喧嘩が1番強かった。腕っ節の強い子供が転校してくると、同級生を並ばせておいて、目の前で馬乗りになった。運動神経はそれなりによかったが、小・中学生時代は取り立ててスポーツに熱中することはなかった。仲間内で野球をやると、「よし、俺がピッチャーだ」とマウンドに上がるが、相手チームから飛んでくる野次にカッカして冷静さを失ってしまい、そのうちに「おまえら、うるせぇんだ」と喧嘩になった。
当時は地域的にもスポーツの選択は限られていたが、この頃から団体スポーツは性に合わなかった。そんな中でただ一つ、電源を使わずに、電波のエネルギーだけで聞くことができる鉱石ラジオの組み立てに熱中。新潟の地にいながら、どこからともなく流れてくる日本全国のニュースや音楽、娯楽など、当時は決められた時間帯のみの聴取であったが、金井はそれを聞くために何時間も前から心待ちにしていた。
そのうち自分専用のラジオが欲しくなり、友人から近所の電気店で、聞こえるか聞こえないか分からぬラジオが3台、1000円で売っているとの情報を耳にする。金井が小学4年時の1950年は新入社員の初任給が約3000円の時代であり、とても子供が手にできる金額ではなかったが、実家で縄を編む仕事に精を出し、小豆も売って小遣いを貯めた。そうしてようやくラジオを手にしたが、3台ともスイッチを入れても、ひっくり返しても聞こえなかった。電気店に「なぜ何も聞こえないのか」と尋ねると、「そんなの知ったことじゃない、3台をうまく組み合わせれば聞こえるはずだ」と言われた。そういうことかと納得したものの、今のようにマニュアルなどなければ、周りに知識を持っている大人もいなかったため、独学で組み立てるしかなかった。何ヶ月も試行錯誤を繰り返してようやく無事、その自ら作り上げたラジオから声が聞こえるようになった時は、この上ない喜びと達成感に包まれた。
金井は「自分が最も熱中できるのはラジオの組み立てだ」と悟り、東京にいる知り合いのツテで、中学卒業後の1955年に定時制高校を中退し、現在も秋葉原に拠点を持つ広瀬無線電機に入社。15歳の春に1人上京して神田の寮に入り、夜間の電機学校にも入学。東京での生活や一人暮らしに何の不安もなく、「これからは自分の好きなラジオを組み立てて生きていける」と希望に胸を膨らませていた。しかし、現実はそんなに甘いものではなく、広瀬無線の技術研究所で仕事をさせてもらえると思っていた金井が配属されたのは関連会社が入る、当時、電波ビルと呼ばれた広瀬無線の貸しビルの管理部門であった。
管理部といっても仕事内容は、掃除やエレベーターボーイで、金井は不貞腐れ気味になった。その仕事の中で唯一、楽しみを見つけた。同ビルの屋上に、鳥かご的なゴルフの打ちっ放し練習場があった。当時、ゴルフは限られた上級階層の者のみが興じられるスポーツであったが、広瀬無線の創業者の広瀬太吉がゴルフ好きで、電波ビルに入る関連会社の社長・役員及び秋葉原の電気店の社長ら向けに設けられたものであった。金井の仕事には練習場の片付けや球拾いなども含まれており、そこで「面白そうだ」と思い、誰もいない時に貸しクラブを手にして振り回してみた。最初は3球続けて空振りで、その後もまともにきちんとヒットできなかった。金井の闘争心に火が点くと、それからは仕事の合間、会社の人間に見つからぬ頃合いを見計らってボールを打ち込んだ。時間的にも余裕があったので、数多く練習できた。
元来の研究熱心さにも拍車がかかり、いつしかそこで練習する誰よりもボールをうまくさばけるようになり、2～3年後にはラジオの組み立ての情熱も消え失せた。すっかりゴルフの魅力に取りつかれ、広瀬社長に直接「すみません、会社を辞めます。プロゴルファーを目指します」と宣言し、金井は1958年に18歳で退社。
プロゴルファーになるといっても、コースに出たこともなければ、自分のクラブを持っているわけでもなかったが、電波ビルの練習場でインストラクターをしていた我孫子ゴルフ倶楽部出身の小池六郎が援助。広瀬無線を辞めて住む所の無くなった金井は、必要最低限度のものだけ持って、豊島区池袋にあった小池の4畳半のアパートに居候。持参品は自分で組み立てたテレビで、まだテレビが普及していない時代だけにとても喜んでもらえた。少年時代の特技に助けられたのに加えて、小池の兄がキャディマスターとして勤めていた足立区荒川河川敷の東京都民ゴルフ場で練習できる機会にも恵まれた。といっても、朝早く、まだ誰もコースに姿を見せていない間に回るものであった。日が昇らぬうちに、小池から譲り受けた古いクラブを担ぎ、自転車を漕こいでコースへと通った。
金井にはどこかのコースで研修生となったキャリアがないが、小池のコネクションで我孫子でも練習させてもらった。我孫子でさまざまな技の修得にも励んだが、基本的には都民ゴルフ場での練習がプロへの扉を開いた。都民ゴルフ場は河川敷コースであったため、行きはフォローの風でも帰りは必ずアゲンストになり、風に負けない、低い弾道のボールを打たざるを得なかった。それでショットの幅を広げられて、随分とスコアメークできるようになった金井はパンチショットを覚えた。さらに、パブリックコースだけに、グリーン周りには荒れた薄芝や泥水を含んだライも多く、さまざま寄せ技を駆使せねばならないため、逆にアプローチにも自信が持てるようになった。
プロになるまでの収入源は、先生気取りの自称インストラクターで、町の練習場で日銭を稼いだ。金井曰く「そんなにうまいこと見本ショットを見せつけられたわけじゃないけど、しゃべりでごまかしていた」。当時の一般サラリーマン並みに稼いでいたが、それでも研修会への出場費を含めて金がかかるため、歩いて電車・バス代を浮かしても、パン一つ買うにも躊躇した。思わず人目を忍んで、手を出してしまいそうな自分と必死に闘うなど、この頃が一番金が無くて苦労した。

### プロ入り後
25歳になった1965年、3度目の挑戦で念願のプロテストに合格。2日間2ラウンド計140ストローク台で合格のところ、金井は144で合格した。150人ほど挑戦して合格者は約10人で、246番目のプロ協会入会となった。トーナメントプロを目指して最初は関東オープンに出場し、尾崎将司とも初めて一緒になった。尾崎が3位で、金井は4位であり、5位までに与えられるアジアサーキット出場権を獲得。フィリピン、シンガポール、マレーシア、インド、タイ、香港、台湾、韓国、日本の9ヶ国を回る過酷なツアーで、旅費など経費だけで100万円ほどかかるが、当時の勤務先であった上板橋ゴルフ練習場の客が旅費をカンパしてくれたため出場できた。
日曜日の夕方ごとに飛行機に乗って移動するというツアーで、どの国でも大使館から招かれて寿司やおにぎり、その他和食を振る舞われるなど歓待を受けた。その後は鳴かず飛ばずという時期がしばらく続くが、1969年のJALオープンで7位に入ったことが転機となる。この時のプレーが、スリーボンドの社長の目に止まり、800万円で専属契約。1972年の日本プロで尾崎との激しい優勝争いの末に初優勝を果たすが、金井は「尾崎選手のパワーゴルフに対抗していく為には現況の自分のゴルフでは対応出来ない。その為には自分の特性を活かしたゴルフが必要」と考え、当時の東海大学運動生理学の教授でもある田中誠一に師事しトレーニングの指導を数十年にわたり受ける。当時のゴルフ界では「トレーニングする時間があったらとにかくボールを打て・ラウンドしろ」という状況であり、準備運動的なことをやる選手はいたが、金井がスタート前にクラブハウスの風呂場でストレッチングするなど、本格的にストレッチングをやる選手の先駆けとなった。
1976年には榎本七郎、安田春雄、謝敏男（ 中華民国）との4人のプレーオフを制して2度目の日本プロ制覇を成し遂げる。
日本プロ初制覇の時は2ストロークのリードで迎えた最終日の前夜、当時は選手が一人一部屋を使えなかったため、友達と相部屋で寝泊まりしていた。そのため友達の寝息が気になって眠れなくなり、「この調子でいけば、もしかして尾崎に勝てるんじゃないか」という気持ちと「まさかそんなわけない。相手はジャンボだ、前年の覇者だ」という気持ちが交錯して眠れないまま、明け方の4時くらいになった。下の調理場でガチャーンという大きな音がして、これでパッチリと目が覚めてしまい、全く眠れなかった。旅館で出された朝食も喉を通らなかったが、何か食べないといけないと思い、ゴルフ場に行ってからトーストを1枚焼いてもらい、温めの牛乳を貰い、パンを湿らせて食べれば喉を通ると思ったが、どうしても通らなかった。喉をこじ開けてひと切れの半分を胃に入れ、わざと苦くしたコーヒーを2杯飲み、「よし、勝てるかも」という気持ちでクラブハウスを出ると、ちょうど尾崎がテレビのインタビューを受けていた。尾崎の後ろから金井が近づく形になり、尾崎は金井に気が付かないまま取材に応じている。「2ストロークの差ですが、どうですか」というアナウンサーに対し、尾崎は「2ストローク?1ホールだよ」と返した。これは尾崎がバーディーで金井がボギーであれば、プラマイゼロで1ホールで追いつくという意味であり、耳にした金井は不眠も吹っ飛んで何くそ、とやる気になった。
日本プロ2勝目を挙げた後も、関東オープンや関東プロを手中にして「公式戦男」の異名を取る。1977年にはワールドカップ日本代表に初選出され、個人ではゲーリー・プレーヤー（ 南アフリカ共和国）、ヒューバート・グリーン（ アメリカ合衆国）、ルディ・ラバレス（ フィリピン）に次ぐと同時にジョージ・クヌードソン（ カナダ）、セベ・バレステロス（ スペイン）、郭吉雄（中華民国）、アントニオ・ガリド（スペイン）、エディ・ポランド（ アイルランド）、ミヤ・アエ（ ビルマ）を抑えての4位と健闘。団体でも島田幸作とのペアでバレステロス&ガリド（スペイン）、ベン・アルダ&ラバレス（フィリピン）、デイブ・バー&クヌードソン（カナダ）に次ぎ、エイモン・ダーシー&ポランド（アイルランド）、郭吉&謝敏（中華民国）を抑え、ヒュー・バイオッキ&プレーヤー（南アフリカ）と並ぶ4位タイに入っている。
1983年には香港オープンでグレッグ・ノーマン（ オーストラリア）と死闘を演じ、マーク・ジェームス（ イングランド）に次ぐ3位に入った。1986年の同大会ではイアン・ベーカーフィンチ（オーストラリア）を抑えて優勝らと首位タイで最終日に臨み、181ヤードの5番パー3でホールインワンを記録。ベーカーフィンチに1打リードされていた17番でバーディーを取り、最終18番で7m程あった長いバーディーパットを決めて逆転し、通算1オーバーで海外初優勝を飾った。日本人選手としては1970年勝俣功以来16年ぶりの同大会優勝になった。最終日の試合終了後は日本からやってきた記者達による夕食の招待を断り、宿泊先の部屋に立ち寄ると、金井のツアーに同行していた田中の施術によるストレッチで体を手入れした。
1990年に50歳でシニア入りしてからは存在感をさらに増し、日本シニアオープンでは大会が創設された1991年から3連覇を達成。日本プロシニアも2度制するなどシニアツアーで歴代2位となる通算17勝を挙げ、賞金王には1993年からの4年連続を含む歴代最多の5回輝いている。
特に1991年はレギュラーツアーも27試合に出場して、ベスト10入りは1試合だけであったものの、日本オープン7位であった。8月から9月にかけて3試合連続予選落ちこそあったが、1800万円を稼いで下位ながらシードを守った。一方のシニアは日本プロシニアこそ5位に終わったが、日本シニアオープンでは最終日に「今日のパーは75以上」といわれる悪コンディションの中で1アンダー71で回り、首位に立っていた杉原輝雄との4打差を逆転して初代覇者に輝いた。金井は「なによりも目標にしている杉原さんに逆転勝ちで嬉しい」と大喜びした。その他ではTPCスターツシニアでも優勝し、シニア10試合で2800万円のランク3位と見事な年であった。2018年には藤井義将、吉川なよ子と共に第6回日本プロゴルフ殿堂入りを果たす。
シニアツアーから身を引き、多摩市にある練習場のプロショップを経営し、自らも教室など開き余生を送った。　
大学のゴルフ同好会に入部し、その練習場で球拾いのアルバイトをしていたのがタケ小山であった。球拾いの合間を縫ってボールを打つ姿を見た金井は「その飛距離があるならプロになれるよ」と声をかけ、進路を迷っていた小山の心を突き刺した。その後、フロリダでゴルフ修業していた小山は、全米プロシニアなどで渡米した金井のバッグを担ぎ、死去時には「今、こうしてゴルフでメシを食っているのは金井さんのおかげです」と偲んでいる。
2022年11月30日、誤嚥性肺炎のため、神奈川県川崎市内の病院で死去。82歳没。訃報は年が明けた2023年1月20日に明らかになった。

## 主な優勝
レギュラー
- 1972年 - 日本プロ
- 1975年 - 長野県オープン
- 1976年 - 日本プロ
- 1977年 - 大橋巨泉インビテーション
- 1978年 - 関東オープン
- 1981年 - 広島オープン ・ 関東プロ ・ 山梨プロアマ
- 1983年 - ペプシ宇部オープン ・ ゴルフダイジェスト
- 1985年 - 静岡オープン ・ 関東オープン ・ 大京オープン
- 1987年 - 東北クラシック
- 1990年 - NST新潟オープン

シニア
- 1990年 - TPCスターツシニア ・ 日本プロシニア
- 1991年 - TPCスターツシニア ・ 日本シニアオープン
- 1992年 - TPCスターツシニア ・ 近鉄ホームシニア ・ 日本シニアオープン
- 1993年 - TPCスターツシニア ・ アイスターカップシニア ・ 近鉄ホームシニア ・ 日本シニアオープン
- 1994年 - TPCスターツシニア ・ 名古屋テレビカップシニア ・ 鳳凰カップゴルフトーナメント
- 1995年 - 第一生命カップシニア
- 1996年 - 第一生命カップシニア ・ 日本プロシニア
- 1998年 - 日本プロシニア
- 2008年 - スターツシニア・スーパーシニア

海外
- 1986年 - 香港オープン

## 著書
- 『金井清一のゴルフ教室 実力アップは金網の中で』(ヤング・レジャー) ひばり書房, 1976
- 『金井清一の実戦ゴルフ』(ヤング・レジャー)ひばり書房, 1976
- 『ゴルフ・コース攻略法』矢作正治共著. 成美堂出版, 1982
- 『図解ゴルフの急所105』(マンボウブックス)金井清一 [ほか]著. 立風書房, 1982
- 『金井清一のゴルフレッスン　実力アップのトレーニング』 (ヤング・レジャー)ひばり書房, 1982
- 『金井清一のゴルフ入門』(ウィッチ・ブックス)池田書店, 1984
- 『実戦ラウンド入門 差をつける基本のゴルフ』(アサヒゴルフライブラリー)広済堂出版, 1985
- 『アプローチの決め手はこれだ!! 急所をスバリ!!100のポイント』ベースボール・マガジン社, 1987
- 『基礎ゴルフ入門 実戦をイメージして基本を学べ 』ザ・ゴルフ イラスト版 2 (プレイスポーツ) 日本文芸社, 1987
- 『金井清一の初めてのゴルフ』日東書院, 1988
- 『金井清一のゴルフ特訓 たちまち90が切れる 1 (スイング編) 』(Sports now)高橋書店, 1989
- 『金井清一のゴルフ特訓 たちまち90が切れる 2 (ラウンド編) 』(Sports now)高橋書店, 1989
- 『図解ゴルフの急所105 一問一答スイング・ワンポイント・レッスン』金井清一 [ほか]著. 立風書房, 1990
- 『金井清一の基本からのゴルフ』ナツメ社, 1990
- 『自分を叱咤して生きる プロゴルファーの日記』太田出版, 1990
- 『強くなる秘密のアドバイス』(Ikkiゴルフシリーズ)一季出版, 1992
- 『金井清一の50歳からのゴルフレッスン 飛距離にスコア…今のままで満足ですか?』日東書院, 1995
- 『金井清一の50歳からうまくなるゴルフ』主婦と生活社, 1997
- 『ゴルフは歳をとるほど上達する』(ゴルフダイジェストの本)田中誠一共著. ゴルフダイジェスト社, 1997
- 『ゴルフ・90を切りたいとき読む本 スイング軸を背中に持て!』PHP研究所, 1997
- 『シングルが明かす超かんたんゴルフセオリー ホントは誰にも教えたくなかった…』技術監修. 永岡書店, 1998
- 『独習ゴルフ短期上達練習法 またたく間に"壁"を破る"金井流上達法"がこれだ! (パーゴルフレッスンブック) 学習研究社, 1998
- 『金井清一流ゴルフらくらくスコアアップ術 スタート直前でも間に合う』三推社, 1999
- 『「ウッド」基礎の基礎 ドライバーを中心に、スウィングの基本をわかりやすく解説 (金井清一ベーシックゴルフ 永岡書店, 1999
- 『「アイアン」基礎の基礎 正確なコントロールショットの基本をわかりやすく解説』(金井清一ベーシックゴルフ 永岡書店, 1999
- 『「アプローチ」基礎の基礎 アプローチの種類から打ち方までをわかりやすく解説』(金井清一ベーシックゴルフ 永岡書店, 1999
- 『金井清一のゴルフ・ワンポイントレッスン スコア・アップのための50のスイング法則』PHP研究所, 2000
- 『ゆっくりでも確実に90を切るゴルフ』ちばてつや共著. 幻冬舎, 2001
- 『狙う!アプローチ&パター』(金井清一ゴルフ基礎全書 決定版 永岡書店, 2002
- 『シニアのためのスーパーゴルフ塾 渡辺淳一vs.金井清一』渡辺淳一共著. 文春ネスコ, 2002
- 『飛ばす!ドライバー&FW』(金井清一ゴルフ基礎全書 決定版 永岡書店, 2003
- 『とらえる!アイアン』(金井清一ゴルフ基礎全書 決定版 永岡書店, 2003
- 『中高年のための上手くなるゴルフ 最新ギアを使いこなすための上達練習帳』(ワッグル・レッスンbookシリーズ) 実業之日本社, 2003
- 『金井清一ゴルフ開眼レッスン』角田陽一 本文執筆・構成. ベースボール・マガジン社, 2003
- 『金井清一のベテランゴルファー再生工房』 (パーゴルフレッスンブック) 学習研究社, 2003
- 『金井清一の完全バランススウィング ゴルフはシニアからうまくなる』解説・監修. 財界通信社, 2004
- 『芹澤信雄&金井清一が教える35歳からの上手くなるゴルフ この一冊で必ず90は切れる!』芹澤信雄共著. 実業之日本社, 2005
- 『そうだ、金井さんに聞こう! 金井清一ゴルフ指南書』(日刊スポーツグラフ) 監修. 日刊スポーツ出版社, 2005
- 『「図解」ゴルフ・90を切りたいときに読む本 「壁」に悩むゴルファー必見!』PHP研究所, 2005
- 『アイアンの完全攻略 ワンポイント・ゴルフ』監修. 土屋書店, 2005
- 『ウッドとパターの完全攻略 ワンポイント・ゴルフ』監修. 土屋書店, 2005
- 『とことん理詰めのゴルフ上達ノート 納得して上手くなる!』(タウンムック. ゴルフ簡単シリーズ 第10弾)徳間書店, 2008.4